# Walter Pidgeon
Walter Davis Pidgeon, född 23 september 1897 i Saint John, New Brunswick, död 25 september 1984 i Santa Monica, Kalifornien, var en kanadensisk skådespelare. Pidgeon erhöll två nomineringar till utmärkelsen Oscar för bästa manliga huvudroll för sina roller i Mrs. Miniver (1942) och Madame Curie (1943). Han spelade även huvudroller i filmer som Jag minns min gröna dal (1941), Illusionernas stad (1952), Förbjuden värld (1956), SOS! Jorden brinner! (1961), Storm över Washington (1962), Funny Girl (1968) och Sno på, Harry! (1973).

## Biografi
Pidgeon filmdebuterade redan under stumfilmens dagar, 1925, i Mannequin. Han var lång, mörk och stilig med en lågmäld framtoning. Sitt stora genombrott fick Pidgeon 1941 i Jag minns min gröna dal. Under sin karriär medverkade han i mer än 100 filmer.
Han var ordförande för fackföreningen Screen Actors Guild 1952–1957.
Walter Pidgeon var gift två gånger; hans första fru avled 1921 då hon födde parets andra barn.
När Pidgeon avled 1984 donerades hans kropp till UCLA Medical School i Los Angeles. Han har sedan 1960 en stjärna på Hollywood Walk of Fame vid adressen 6414 Hollywood Blvd.

## Filmografi i urval
- 1926 – Mannequin
- 1927 – The Girl from Rio
- 1937 – Saratoga
- 1938 – Mitt i elden
- 1938 – En fallen ängel
- 1938 – Pappa sökes
- 1940 – Nattens brigad
- 1941 – Jag minns min gröna dal
- 1941 – Blommor i skugga
- 1941 – Människojakt
- 1942 – Mrs. Miniver
- 1943 – Madame Curie
- 1945 – Människor på hotell
- 1948 – Julia gör skandal
- 1949 – Förmöget folk
- 1953 – Drömhustrun
- 1952 – Illusionernas stad
- 1954 – Jag minns Paris
- 1954 – En stol är ledig
- 1956 – Återkomsten
- 1956 – Förbjuden värld
- 1956 – Angeläget ärende
- 1961 – SOS! Jorden brinner!
- 1962 – Storm över Washington
- 1968 – Funny Girl
- 1973 – Sno på, Harry!
- 1976 – The Lindbergh Kidnapping Case (TV-film)
- 1978 – Det våras för mormor